# 粉紅鮭
粉紅鮭（学名：Oncorhynchus gorbuscha），又稱粉鲑、駝背鮭（humpback salmon）、駝背大麻哈魚，是鲑形目鲑科麻哈魚屬的一種辐鳍鱼，分布于北太平洋及其沿岸河流，如绥芬河、图们江等，属于洄游性鱼类。其常见于淡水产卵以及海中育肥。
粉红鲑的拉丁文种小名gorbuscha源自俄語：，羅馬化：gorbúša，意思是“驼背”。

## 外观

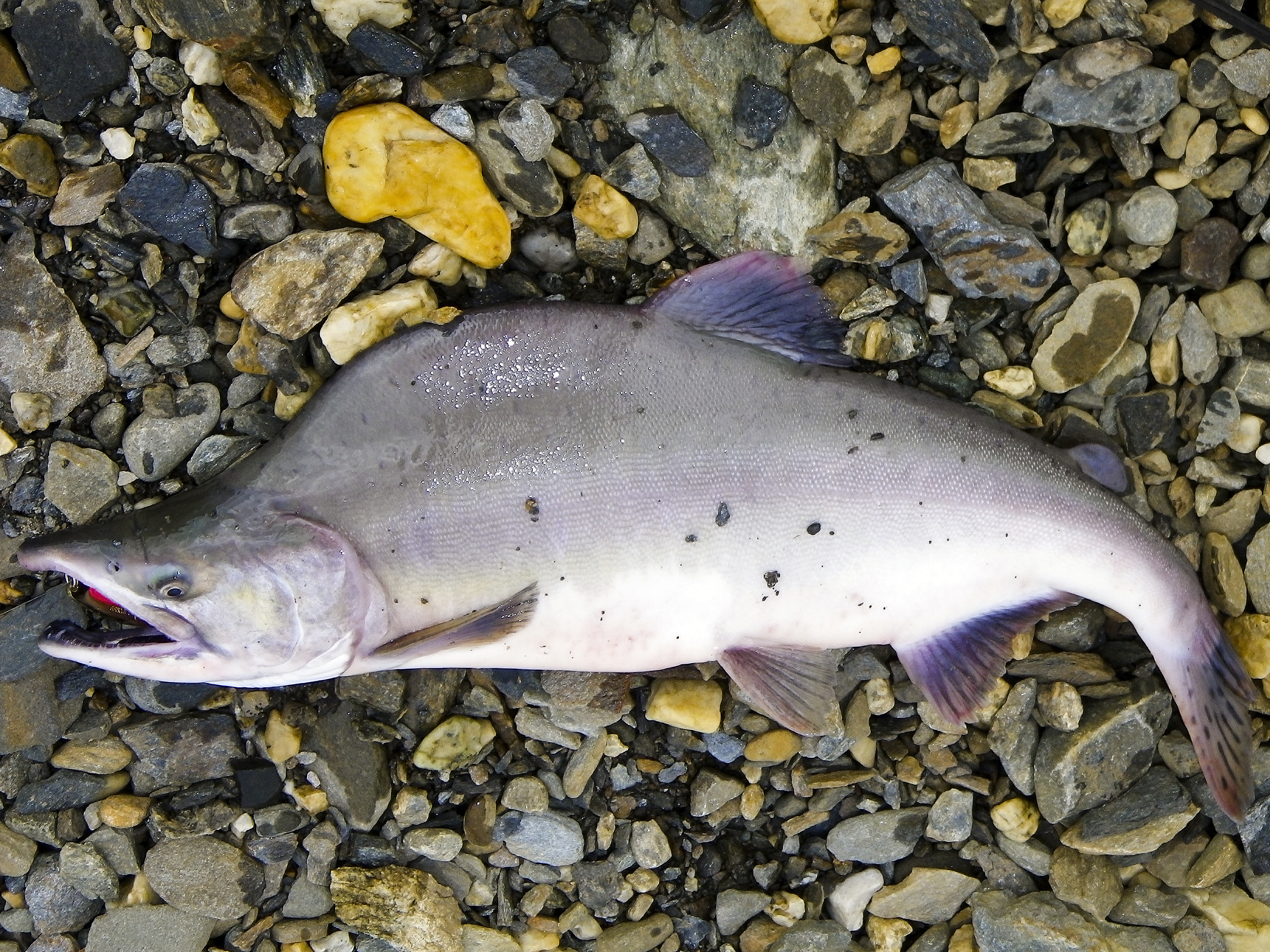
產卵期的粉紅鮭

在海洋里，细鳞麻哈鱼颜色为亮银色。洄游到其产卵的溪流时，颜色变成淡灰色，肚子为浅白色（有些整个变成暗绿色。）。如同所有的鲑鱼一样，除了背鳍，它们还有一个脂肪鳍。这种鱼的特点是白色的嘴巴里黑色牙床，没有牙齿，背部和V形尾翼上有大椭圆形的黑色斑点。在产卵洄游期间，雄性背上长出明显的肉峰。细鳞麻哈鱼平均重量为2.2公斤（4.8磅）。最大记录长度为76厘米（30英寸），重量6.8公斤（15磅）。

## 生態
幼魚主要在海中度過，群聚在海洋表層帶，大約18個月大後，洄游至出生的河流，在河川上游的礫石床產卵，主要以昆蟲、片腳類等為食，魚苗為鳥類、海中哺乳類及大型魚類所捕食，可做為食用魚及養殖魚類。